# 寬頜樸麗魚
寬頜樸麗魚，為輻鰭魚綱鱸形目隆頭魚亞目慈鯛科的其中一種，被IUCN列為易危保育類動物，分布於非洲維多利亞湖流域，棲息深度可達9公尺，體長可達16公分，棲息在沙底質淺水域，屬雜食性，以藍綠藻、橈腳類為食，生活習性不明。

## 擴展閱讀
維基物種上的相關：寬頜樸麗魚